# Smrt Adolfa Hitlerja
Adolf Hitler je bil avstrijsko-nemški politik, ki je bil vodja nacistične stranke, nemški kancler pa od leta 1933 do 1945 in vodja Nacistične Nemčije od leta 1934 do 1945, v Berlinu. Eva Braun, njegova enodnevna žena, je s Hitlerjem 30. aprila 1945 storila samomor s tem, da je pojedla cianid, v podzemnem bunkerju v Berlinu. Zapisi v sovjetskih arhivih kažejo, da so njune posmrtne ostanke našli in pokopali na zaporednih lokacijah do leta 1946. Ponovno so bili izkopani in kremirani leta 1970, pepel pa je bil raztresen v izliv reke.
Poročila se razlikujejo glede Hitlerjevega vzroka smrti; ena različica navaja, da je umrl samo zaradi strupa, drugo pa trdi, da je umrl zaradi strela, ki ga je povzročil sam, medtem ko je v ustih grizljal kapsulo s cianidom. Sodobni zgodovinarji so te račune zavrnili kot sovjetsko propagando ali poskus kompromisa, da bi se uskladili različni sklepi. Eden od očividcev je izjavil, da je Hitlerjevo truplo kazalo znake streljanja skozi usta, vendar je bilo to dokazano malo verjetno. Zobni ostanki, najdeni na Hitlerjevem truplu, so bili leta 1945 usklajeni z njegovimi zobnimi kartotekami.
Iz političnih razlogov je Sovjetska zveza predstavila različne različice Hitlerjeve usode. V letih po vojni so trdili, da Hitler ni umrl, ampak, da je pobegnil in so ga nekdanji zahodni zavezniki zaščitili.

## Ozadje in predhodni dogodki
Na začetku leta 1945 je bila Nacistična Nemčija na robu popolnega vojaškega kolapsa. Poljska je padla pod napredovanje sovjetske Rdeče armade, ki se je pripravljala na prehod Odere med Küstrinom in Frankfurtom na Oderju s ciljem zavzema Berlina 82 kilometrov (51 milj) zahodno. Nemške sile so pred kratkim izgubile od zaveznikov v ofenzivi na Ardene, britanske in kanadske sile so prečkale Ren v nemško industrijsko središče Rurja. Ameriške sile na jugu so zajele Loreno in napredovale proti Mainzu, Mannheimu in Renu. Nemške sile v Italiji so se umikale proti severu, saj so jih ZDA in države Commonwealtha kot del spomladanske ofenzive pritisnile, da so napredovale čez Pad in v vznožje Alp.
Hitler se je 16. januarja 1945 umaknil v svoj podzemni bunker v Berlinu. Nacističnemu vodstvu je bilo jasno, da bo bitka za Berlin zadnja bitka vojne v Evropi. Okoli 325.000 vojakov nemške armadne skupine B je bilo 18. aprila obkroženih in ujetih v Ruhrskem žepu, tako da so ameriške sile odprle pot do Berlina. Do 11. aprila so Američani prečkali Elbo, 100 kilometrov zahodno od mesta. 16. aprila so sovjetske sile na vzhodu prečkale Odro in začele bitko za Seelow Heights, zadnjo večjo obrambno črto, ki je na tej strani varovala Berlin. Do 19. aprila so se Nemci popolnoma umikali s Seelow Heightsa in niso pustili fronte. Berlin je sovjetska artilerija prvič bombardirala 20. aprila, ki je bil tudi Hitlerjev rojstni dan. 21. aprila zvečer so tanki Rdeče armade prispeli na obrobje mesta.
Na popoldanski situacijski konferenci 22. aprila je Hitler doživel popoln živčni kolaps, ko je bil obveščen, da ukazi, ki jih je prejšnji dan izdal vojaškemu odredu Steinerja SS za protinapad, niso bili upoštevani. Hitler je sprožil tirado proti svojim poveljnikom in jih označil za zahrbtne in nesposobne, kar se je  končalo z izjavo - prvič - da je bila vojna izgubljena. Hitler je napovedal, da bo v Berlinu ostal do konca, nato pa se bo ubil. Kasneje tistega dne je njegoevga zasebnega zdravnika SS Wernerja Haaseja vprašal o najbolj zanesljivi metodi samomora. Haase je predlagal metodo pištole in strupa, ki združuje odmerek cianida s strelom v glavo. Za to je izvedel šef Luftwaffeja Reichsmarschall Hermann Göring in Hitlerju poslal telegram s prošnjo za dovoljenje, da prevzame vodstvo rajha v skladu z Hitlerjevim odlokom iz leta 1941, ki ga imenuje za njegovega naslednika. Hitlerjev tajnik Martin Bormann je Hitlerja prepričal, da Göring grozi z državnim udarom. Hitler je v odgovor Göringu sporočil, da ga bodo usmrtili, če ne bo odstopil z vseh delovnih mest. Kasneje istega dne je Göringa odstavil iz vseh njegovih pisarn in odredil njegovo aretacijo. 
Do 27. aprila je bil Berlin odrezan od preostale Nemčije. Varne radijske zveze z obrambnimi enotami so bile izgubljene; poveljniško osebje v bukerju je moralo biti odvisno od telefonskih linij za sprejemanje navodil in ukazov ter od javnega radia za novice in informacije. Hitler je 28. aprila prejel poročilo BBC, ki izvira iz Reutersa; poročilo je navajalo, da je Reichsführer-SS Heinrich Himmler ponudil predajo zahodnim zaveznikom. Ponudba je bila zavrnjena. Himmler je zaveznikom nakazal, da ima pooblastila za pogajanja o predaji, kar je Hitler menil kot izdajo. Tistega popoldneva je Hitlerjeva jeza in zagrenjenost prerasla v bes proti Himmlerju. Hitler je odredil Himmlerjevo aretacijo in dal Hermanna Fegeleina (Himmlerjev predstavnik SS na Hitlerjevem sedežu) ustreliti zaradi dezerterstva.
Hitler je 29. aprila popoldne izvedel, da so italijanski partizani usmrtili njegovega zaveznika Benita Mussolinija. Trupla Mussolinija in njegove ljubice Clare Petacci so bile nanizane za pete. Trupla so kasneje posekali in vrgli v žleb, kjer so se jim posmehovali italijanski nezadovoljniki. Ti dogodki so morda okrepili Hitlerjevo odločenost, da ne bo dopustil, da bi bil on ali njegova žena "spektakel", kot je že zapisal v svoji oporoki. Dvom o učinkovitosti kapsul cianida, ki jih je razdelil zdravnik SS dr. Ludwig Stumpfegger, Hitler je dr. Haaseju naročil, naj ga preizkusi na njegovem psu Blondiju, ki je zaradi tega umrl.

## Samomor in smrt
Hitler in Eva Braun sta živela skupaj kot mož in žena v bunkerju manj kot štirideset ur. 30. aprila do 01:00 je feldmaršal Wilhelm Keitel poročal, da so vse sile, ki jih je Hitler reševal, Berlin obkrožile ali bile prisiljene v obrambo. Okoli 2:30 se je Hitler pojavil na hodniku, kjer se je zbralo približno dvajset ljudi, večinoma žensk, ki so se poslovile od njega. Hodil je po vrsti in se rokoval z vsakim, preden se je umaknil v svoje prostore. Pozno zjutraj se je Hitler s Sovjeti, oddaljenimi manj kot 500 metrov od berlinskega bunkerja, srečal z generalom Helmuthom Weidlingom, poveljnikom berlinskega obrambnega območja. Weidling je Hitlerju povedal, da bo garnizonu tiste noči verjetno zmanjkalo streliva in da se bodo boji v Berlinu neizogibno končali v naslednjih 24 urah. Weidling je prosil za dovoljenje za preboj; to je bila prošnja, ki jo je neuspešno vložil že prej. Hitler ni odgovoril, Weidling pa se je vrnil na svoj sedež v bloku Bendlerblock. Približno ob 13:00 je prejel Hitlerjevo dovoljenje, da poskusi vdreti tisto noč. Hitler, dva sekretarja in njegov osebni kuhar so nato pojedli kosilo, potem pa sta se Hitler in Braun poslovila od članov osebja bunkerja in sopotnikov, vključno z Bormannom, Goebbelsom in njegovo družino, tajniki in več vojaškimi častniki. Okoli 14:30 sta Adolf in Eva Hitler odšla v njegovo osebno dnevno sobo in se zaklenila. 
Več prič je kasneje poročalo, da so približno ob 15:30 slišali glasen strel. Strel je bil tako glasen, da se je njegov zvok slišal po celem bunkerju. Po nekaj minutah čakanja je Hitlerjev sluga Heinz Linge odklenil in odprl vrata dnevne sobe z Martinom Bormannom ob sebi. Linge je kasneje izjavil, da je takoj opazil vonj po zažganih mandljih, kar je pogosto opažanje v prisotnosti prusične kisline (vodikovega cianida). Hitlerjev pomočnik in sluga, SS-Sturmbannführer Otto Günsche, je vstopil v dnevno sobo in na kavču našel dve mrtvi trupli. Eva je bila z dvignjenimi nogami na levi strani Hitlerja in bila umaknjena od njega. Günsche je izjavil, da je Hitler "sedel od strani in da mu je iz glave tekla kri. Ustrelil se je z lastno pištolo, Walther PPK 7,65." Pištola je ležala pri njegovih nogah in po besedah SS-Oberscharführerja Rochusa Mischa je Hitlerjeva glava ležala na mizi pred njim. Kri, ki je kapljala iz Hitlerjevega desnega dela glave in brade, je na desni strani kavča naredila velik madež in se umazala na preprogi. Po Lingejevem mnenju Eva na svojem truplu ni imela vidnih fizičnih ran, na njenem obrazu pa se je videlo, kako je umrla - zaradi zastrupitve s cianidom. Günsche in SS-brigadir Firer Wilhelm Mohnke sta nedvoumno izjavila, da vsi zunanji in tisti, ki opravljajo naloge in delajo v bunkerju "niso imeli dostopa" do Hitlerjevih zasebnih bivalnih prostorov v času smrti (med 15:00 in 16:00). 56-letni Adolf Hitler je tako 30. aprila 1945 ob 15:30 zaradi zastrupitve s cianidom in strela v glavo, umrl.
Günsche je zapustil sobo in sporočil, da je Hitler mrtev. V skladu s Hitlerjevimi predhodnimi pisnimi in ustnimi navodili sta bili trupli prepeljani po stopnicah in skozi zasilni izhod bunkerja na vrt za bunkerjem, kjer so ju sežgali z bencinom. Misch je o Hitlerjevi smrti poročal Franzu Schädleju in se vrnil k telefonski centrali, kasneje pa se je spomnil, da je nekdo kričal, da je Hitlerjevo truplo požgano. Po prvih poskusih, ko vžig bencina ni uspel, se je Linge vrnil v bunker in se vrnil z debelim zvitkom papirjev. Bormann je prižgal papirje in jih vrgel na trupli. Ko sta se trupli vneli in začeli goreti, je skupina, med katero so bili Bormann, Günsche, Linge, Joseph Goebbels, Erich Kempka, Peter Högl, Ewald Lindloff, Hans Krebs, Wilhelm Burgdorf in Hans Reisser, dvignila roke v pozdrav, ko so stali tik pred vrati bunkerja. 
Okoli 16:15 je Linge ukazal SS-Untersturmführerju Heinzu Krügerju in SS-Oberscharführerju Wernerju Schwiedlu, naj v Hitlerjevi študiji zvijejo preprogo, da jo zažgejo. Schwiedel je kasneje izjavil, da je ob vstopu v študijo ob naslonu roke na kavču zagledal mlako krvi velikosti "velike luže". Ko je opazil izrabljeno nabojnico, se je sklonil in jo pobral od mesta, kjer je ležal na preprogi približno 1 mm od pištole 7,65. Moška sta odstranila krvavo preprogo in jo odnesla po stopnicah in zunaj do vrta Chancellery, kjer so jo položili na tla in zažgali. 
Rdeča armada je v popoldanskem času obstreljevala območje znotraj in okoli Reich kanclerije. SS-ovci so prinesli dodatne vrče z bencinom, da so trupla še dodatno zažgali. Linge je kasneje ugotovil, da ogenj ni popolnoma uničil ostankov, saj sta trupli goreli na prostem, kjer se porazdelitev toplote razlikuje. Trupli sta goreli od 16:00 do 18:30. Približno ob 18:30 sta Lindloff in Reisser posmrtne ostanke položila v plitki bombni krater in ju zakopala z zemljo.

## Poznejši dogodki
Prvi, ki so ugotovili, da je Hitler mrtev, so bili sami Nemci. 1. maja je radijska postaja Reichssender v Hamburgu prekinila njihov običajni program in sporočila, da je Hitler umrl tisto popoldne in predstavila svojega naslednika, predsednika Karla Dönitza.
Dönitz je nemško ljudstvo pozval, naj obžalujejo svojega firerja, ki je dejal, da je umrl kot junak, ki je branil prestolnico rajha. V upanju, da bo s pogajanji o delni predaji Britancem in Američanom rešil vojsko in narod, je Dönitz odobril bojni umik na zahodu. Njegova taktika je bila nekoliko uspešna: približno 1,8 milijona nemškim vojakom je omogočila, da se Sovjeti niso ujeli, vendar je pri zbiranju prišlo do visokih stroškov, saj se je zbiranje vojakov nadaljevalo do 8. maja.
General Hans Krebs se je 1. maja tik pred 04:00 sestal s sovjetskim generalom Vasilijem Čuikovom in mu sporočil novico o Hitlerjevi smrti, medtem ko je poskušal doseči premirje in odpreti "mirovna pogajanja". Josip Stalin je bil o Hitlerjevi smrti obveščen okoli 04:05 po berlinskem času, trinajst ur po dogodku. Zahteval je brezpogojno predajo, za kar Krebs ni imel dovoljenja. Stalin je hotel potrditi, da je Hitler res mrtev, in enoti SMERSH Rdeče armade naročil najti truplo. V zgodnjih jutranjih urah 2. maja so Sovjeti zajeli Reichjevo kanclerstvo. V notranjosti bunkerja sta general Krebs in general Wilhelm Burgdorf storila samomor, medtem, ko sta Joseph Goeebels in njegova žena Magda Goebbels samomor storila že 1. maja 1945, dan po Hitlerjevi smrti.
4. maja je poveljnik SMERSH Ivan Klimenko v kraterju z lupino odkril temeljito zgorele ostanke Hitlerja, Brauna in dveh psov (za katere menijo, da so Blondi in njeni potomci Wulf). Naslednji dan so bili ekshumirani in na skrivaj dostavljeni proti-vohunskemu oddelku SMERSH 3. jurišne vojske v Buchu. Stalin je bil previden, ko je verjel, da je Hitler mrtev, in je omejeval razkritje informacij javnosti. Do 11. maja je bil del spodnje čeljusti z zobozdravstvenim delom opredeljen kot Hitlerjev; njegova zobozdravnikova asistentka Käthe Heusermann in zobotehnik Fritz Echtmann sta potrdila Hitlerjeva in Braunova zobna ostanka. Podrobnosti sovjetske obdukcije so bile objavljene leta 1968 in jih sta uporabila forenzični odontolog Reidar F. Sognnaes in Ferdinand Strøm potrditi posmrtne ostanke kot Hitlerjeve leta 1972.
V začetku junija 1945 so bila trupla Hitlerja, Brauna, Josepha in Magde Goebbels, šestih Goebbelsovih otrok, Krebsa, Blondija in še enega psa preseljena iz Bucha v Finow, kjer je SS-ov, ki je Hitlerja pokopal, ponovno identificiral njegove posmrtne ostanke. Trupla so bila 3. junija ponovno pokopana v gozdu v Brandenburgu, nato pa so bila ekshumirana in preseljena v nov objekt enote SMERSH v Magdeburgu, kjer so bila 21. februarja 1946 pokopana v petih lesenih škatlah. Do leta 1970 je bil objekt pod nadzorom KGB, predviden pa je bil odstop v Vzhodno Nemčijo. Zaskrbljen, da bi znano Hitlerjevo pokopališče lahko postalo neonacistično svetišče, je direktor KGB Jurij Andropov odobril operacijo uničenja posmrtnih ostankov, ki so bili tam pokopani leta 1946. Skupina KGB je dobila podrobne pokopne karte in 4. aprila 1970 na skrivaj izkopala ostanke desetih ali enajstih trupel "v naprednem stanju razpadanja". Ostanke so temeljito zažgali in zdrobili ter pepel stresli v reko Biederitz, v pritoku bližnje Labe.
Iz politično motiviranih razlogov je Sovjetska zveza predstavila različne različice Hitlerjeve usode. Na vprašanje julija 1945, kako je Hitler umrl, je Stalin dejal, da živi "v Španiji ali Argentini". Novembra 1945 je Dick White, vodja protiobveščevalne službe v britanskem sektorju v Berlinu, prosil zastopnika Hugha Trevorja-Roperja, da bi preprečil sovjetske zahteve. Njegovo poročilo je bilo objavljeno leta 1947 kot zadnji dnevi Hitlerjevega življenja. V letih takoj po vojni so Sovjeti trdili, da Hitler ni mrtev, ampak je pobegnil in so ga nekdanji zahodni zavezniki zaščitili. 
30. maja 1946 so agenti MVD iz kraterja, kjer je bil pokopan Hitler, našli dva drobca lobanje. Leva parietalna kost je bila poškodovana s streli. Ta del je ostal brez neodkrit do leta 1975 in je bil ponovno odkrit v ruskem državnem arhivu leta 1993. Leta 2009 so izvedli DNK in forenzične preiskave majhnega kosa, ki je bil ločen od fragmenta lobanje, za katerega so sovjetski uradniki že dolgo verjeli, da je Hitlerjev. Po mnenju ameriških raziskovalcev so njihovi testi razkrili, da je dejansko pripadala ženski, in pregled šivov na lobanji jo je postavil pri manj kot 40 letih. Isti raziskovalci so tudi DNK testirali fragment  tkanine s kavča, namočene s Hitlerjevo krvjo, in potrdil, da pripada moškemu. Francoski forenzični patolog Philippe Charlier je kasneje pojasnil: "Pri diagnostiki lobanje imate 55-odstotno verjetnost, da boste spol pravilno uredili." 
V poznih štiridesetih in petdesetih letih prejšnjega stoletja sta FBI in CIA dokumentirala številne možne napotke, da je Hitler morda še živ, pri čemer nobenemu od njih ni dala verodostojnosti. Dokumenti so bili umaknjeni s tajnosti po nacističnem zakonu o razkritju vojnih zločinov in so jih začeli objavljati v spletu do začetka leta 2010. Skrivnost, v katero je bila zavita preiskava, je navdihnila številne teorije zarote.
29. decembra 1949 je bil Stalinu predstavljen tajni dosje, ki je temeljil na temeljitem zasliševanju nacistov, ki so bili prisotni v bunkerju, vključno z Günschejem in Lingejem. Zahodni zgodovinarji so smeli v arhiv nekdanje Sovjetske zveze z začetkom leta 1991, vendar je dosje dvanajst let ostal neodkrit; leta 2005 je bila objavljena kot Hitlerjeva knjiga. 
Leta 1968 je sovjetski novinar Lev Bezymenski objavil svojo knjigo s podrobnostmi o Hitlerjevi obdukciji. Domnevna sovjetska forenzična preiskava, ki jo je vodil Faust Škaravski, je ugotovila, da je umrl zaradi zastrupitve s cianidom, medtem ko Bezymenski teoretizira, da je Hitler zahteval državni udar, da bi zagotovil njegovo hitro smrt. Bezymenski je kasneje priznal, da je njegovo delo vključevalo "namerne laži", na primer način Hitlerjeve smrti.